# Fritz W. Up De Graff
Fritz W. Up de Graff (1873-1927) fue un aventurero estadounidense que viajó por la cuenca amazónica y varios países latinoamericanos, unas veces trabajando como ingeniero de minas y otras buscando riqueza en la explotación del caucho o la búsqueda de oro. Su obra Cazadores de cabezas del Amazonas (Head Hunters of the Amazon), de 1923, relata sus aventuras en Ecuador a donde llega en 1894 con la intención de aplicar sus conocimientos a la modernización industrial del país. La obra relata su travesía de los Andes hasta el Valle del Napo y sus viajes de años por el Amazonas y sus tributarios, donde varias veces acaba perdido y caminando por la selva en penosas condiciones.

## Biografía
Estudió ingeniería eléctrica y un antiguo compañero de universidad le propuso montar una compañía eléctrica en Ecuador. Up de Graff viajó desde Nueva York en barco y tren hasta este país en noviembre de 1894. En Ecuador pasó los años 1895 y 1896 poniendo en marcha diferentes empresas que fracasaron, acabando como empleado de la familia de su amigo y enemistándose finalmente con esta familia. Decidió volver a Nueva York, pero en vez de tomar el camino de vuelta por Guayaquil, decidió trasladarse a Quito y atravesar la cordillera andina hasta el valle del Napo, descender por este río hasta el Amazonas y llegar a la ciudad de Pará, en un difícil recorrido de tres mil quinientas millas por la selva poco conocida.
Después de permanecer unos meses en Quito, en enero de 1897 Up de Graff sale hacia el río Napo. Conoce a Jack Rouse, compañero de aventuras, y deciden retrasar el viaje a Nueva York para recoger caucho en la cuenca del río Yasuní. Después de dos años de penalidades, llegan a Iquitos en diciembre de 1898. Descansan seis meses en esta ciudad y, en compañía de otros socios, en junio de 1899 empiezan a remontar el Amazonas, buscando oro a los pies de las sierras occidentales de los Andes.
Up de Graff tuvo el valor de remontar el Pongo de Manseriche en canoa, contempló las ruinas de la colonia de Borja, atacada por los huambisas hacía más de treinta años. Convivió con varias tribus de indios jíbaro, como los antipas, los huambisas y los aguaruna, a los que describe con admiración por su adaptación al medio y su capacidad de supervivencia en un medio tan complicado como la selva amazónica. Regresó a Barranca en abril de 1900 y en compañía de Eduard Morse viaja al río Sicuanga para reclutar caucheros entre los indios záparo. Separado de Morse, Up de Graff deambuló con su sirviente por la selva sin rumbo fijo durante cuatro meses y, tras la muerte de acompañante, siguió solo otros tres meses más hasta volver a Barranca. En 1901 salió de nuevo con Eduard Morse, para recoger ganado en el río Cangiami y llevarlo a Iquitos, proyecto que también acaba fracasando. A finales de 1901, partió finalmente de Manaos para regresar a Nueva York, a donde llegó en noviembre, tardando por tanto cerca de siete años en volver a esta ciudad.
Up de Graff siguió con su trayectoria viajera, trabajando como ingeniero de minas en Estados Unidos, México, Cuba y España. Después de sufrir tantas penalidades y desventuras, acabó muriendo en 1927 por un accidente de coche.